# Wald bei Arnoldshain
Wald bei Arnoldshain este o arie protejată (arie specială de conservare — SAC, sit de importanță comunitară — SCI) din Germania întinsă pe o suprafață de 115,21 ha, integral pe uscat.

## Localizare
Centrul sitului Wald bei Arnoldshain este situat la coordonatele 50°16′02″N 8°28′14″E / 50.2672°N 8.4706°E.

## Înființare
Situl Wald bei Arnoldshain a fost declarat sit de importanță comunitară în noiembrie 2004 pentru a proteja un număr necunoscut de specii din flora spontană și fauna sălbatică aflate în arealul zonei. Situl a fost protejat și ca arie specială de conservare în martie 2008.

## Biodiversitate
Situată în ecoregiunea continentală, aria protejată conține 1 habitat natural: Păduri de fag Luzulo-Fagetum.
La baza desemnării sitului se află un număr nedeclarat de specii protejate.